# Samidare (1935)
Pour les autres navires du même nom, voir Samidare.
Le Samidare (五月雨) était un destroyer de classe Shiratsuyu en service dans la Marine impériale japonaise pendant la Seconde Guerre mondiale.

## Historique
Au moment de l'attaque sur Pearl Harbor, le Samidare rejoint la 2e division de destroyers de la 4e escadre de destroyers de la 2e flotte. Il quitte le district de garde de Mako participant à l'opération "M" durant l'invasion des Philippines. À partir de janvier 1942, le Samidare participe aux invasions des Indes orientales néerlandaises, de Tarakan, Balikpapan et de l'est de Java. Au cours de la bataille de la mer de Java, il engage un groupe de destroyers Alliés. En mars et avril, il est basé dans la baie de Subic, à partir duquel il assiste à l'invasion de Cebu et au blocus de la baie de Manille, aux Philippines. En mai, il retourne à l'arsenal naval de Yokosuka pour des réparations.
Au cours de la bataille de Midway du 4 au 6 juin, le destroyer fait partie de la force d'occupation de Midway, commandé par l'Amiral Nobutake Kondō.
Au cours de la bataille des Salomon orientales le 24 août, il fait partie de l'escorte du cuirassé Mutsu et durant le mois de septembre, il escorte le transport d'hydravions Kunikawa Maru. En octobre, le Samidare escorte des convois de troupes à Guadalcanal, où il est légèrement endommagé par un bombardement aérien le 14 octobre. Le même mois, il mène un "Tokyo Express" à Guadalcanal puis participe à la bataille des îles Santa Cruz le 26 octobre, sous le commandement l'Amiral de Takeo Kurita.
Après des réparations à Truk, le Samidare est attribué à la force de bombardement du Contre-amiral Abe Hiroaki, participant à la première bataille navale de Guadalcanal dans la nuit du 12 au 13 novembre 1942. Il participe au naufrage du destroyer USS Monssen et endommage le croiseur USS Helena. Après la bataille, il sauve la 207 survivants de son sister-ship Yūdachi, qu'il tente vainement de saborder avec ses torpilles.
Au cours de la deuxième bataille navale de Guadalcanal dans la nuit du 14 au 15 novembre, avec son escadron commandé par le navire amiral Nagara, le Samidare participe aux naufrages des destroyers USS Benham, Walke, Preston et endommage le Gwin. Après la bataille, il sauve des survivants du cuirassé Kirishima, atteignant Truk le 18 novembre. À la fin du mois, il revient à Yokosuka pour des réparations. À la fin de décembre, il retourne à Truk en escortant le croiseur lourd Takao.

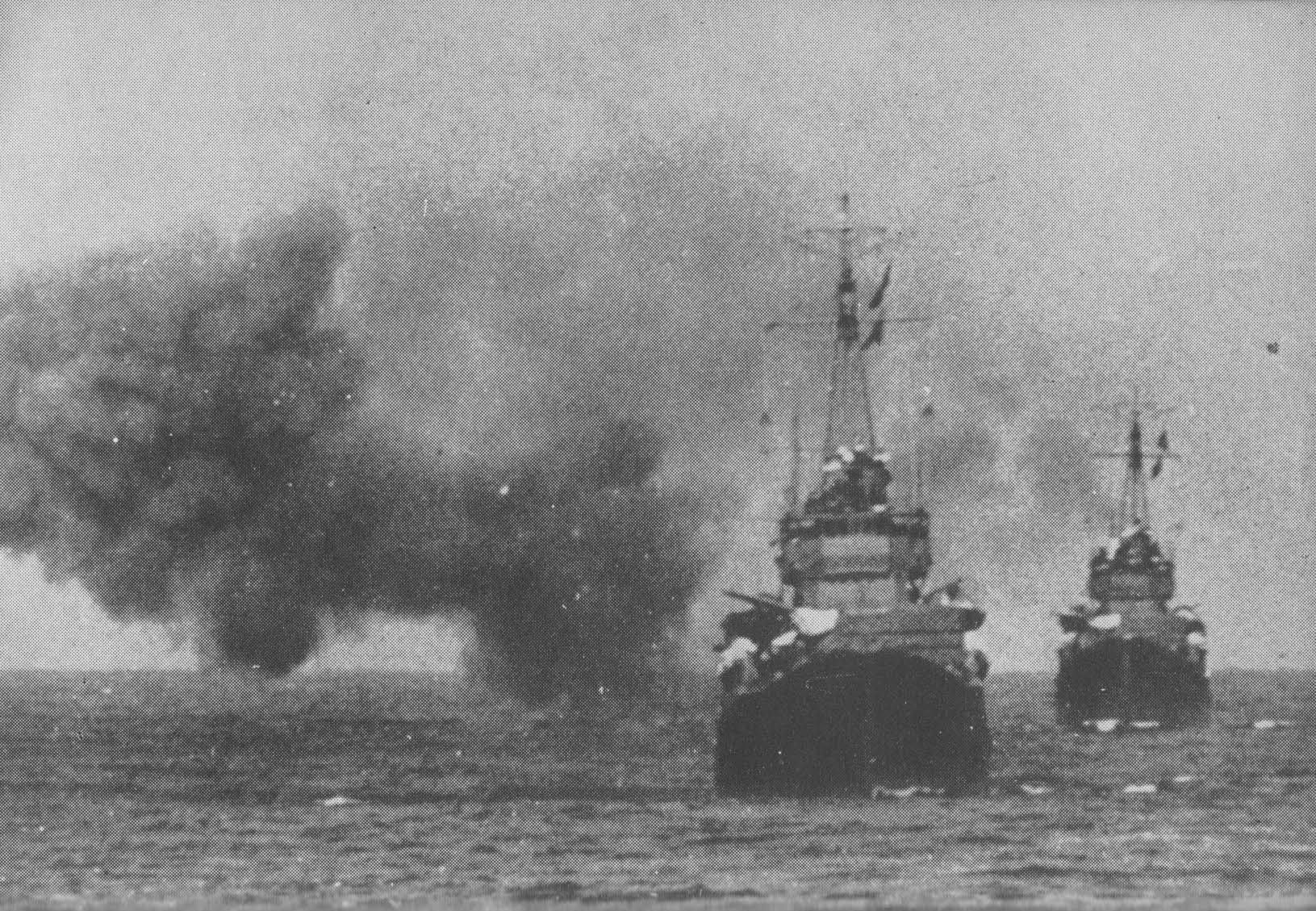
Les Samidare et Shigure au large de la côte de l'île de Bougainville, quelques heures avant la bataille navale de Vella Lavella, le 6 octobre 1943.

À la mi-janvier 1943, le Samidare escorte le porte-avions Jun'yō de Truk à Palau puis Wewak. Après avoir évacuer des troupes à Guadalcanal en février, opération Ke, il couvre des opérations de transport de troupes en Nouvelle-Guinée, à Kolombangara et à Tuluvu jusqu'à la fin du mois d'avril. En mai, il retourne à Yokosuka, faisant partie de l'escorte du cuirassé Yamato, patrouillant ensuite dans les eaux du nord avec les croiseurs Myōkō et Haguro, pour couvrir l'évacuation des forces Japonaises de Kiska. Il retourne à Yokosuka le 6 août avec le croiseur Maya pour des réparations. En septembre, le Samidare escorte les porte-avions Taihō et Chūyō à Truk, il évacue des troupes à Kolombangara, où il subit une attaque de destroyers américains le 2 octobre, ayant des dégâts mineurs. Au cours de la bataille de Vella Lavella les 6 et 7 octobre, le Samidare torpille le destroyer USS Selfridge. Il est également présent lors de la bataille de la baie de l'Impératrice Augusta le 2 novembre. Au cours de la bataille, le Samidare torpille le destroyer USS Foote et entre en collision avec son sister-ship Shiratsuyu, endommageant sa coque. Il fait route vers l'arsenal naval de Yokosuka qu'il atteint à la mi-décembre.
En avril 1944, le Samidare escorte des convois de troupes du Japon pour Saipan et de Truk pour Palau. Le 27 avril, il participe au sauvetage des survivants du croiseur Yūbari. De mai à début juin, le Samidare couvre des évacuations à Biak et dans d'autres endroits des Indes Néerlandaises. Il participe à la bataille de la mer des Philippines les 19 et 20 juin, avec la force de l'Amiral Takatsugu Jōjima. En juillet, il escorte un convoi de troupes à Okinawa et à Lingga, de retour avec le Kinu à Palau en août. Le 18 août, le Samidare s'échoue accidentellement sur le récif Velasco, à proximité de Palau, à la position 8° 10′ N, 134° 38′ E. Le 25 août, il est torpillé par le sous-marin USS Batfish. Le destroyer se casse en deux et la poupe coule, la proue sera détruite par les Japonais.